# 아진교통
아진교통(亞進交通)은 서울특별시의 시내버스 회사이며, 차고지와 사무소는 서울특별시 도봉구 도봉산길 50 (도봉동)에 있다. 차고지는 인근 도봉산 진입로와 인접한다. 인근에는 서울교통네트웍, 한국비알티자동차의 도봉공영차고지가 위치해 있지만 서울교통네트웍, 한국비알티자동차와는 아무런 관련이 없다.

## 연혁
2004년 서울특별시 시내버스 개편 이전
- 1964년 12월 10일 : 종공합승(鐘孔合乘)으로 설립
- 1969년 5월 22일 : 상호명을 종공합승(鐘孔合乘)에서 아진교통(亞進交通)으로 변경
- 1973년 11월 : 본사를 서울특별시 도봉구 쌍문동에서 서울특별시 도봉구 도봉동으로 이전

2004년 서울특별시 시내버스 개편 이후
- 2004년 7월 1일 : 2004년 서울특별시 시내버스 개편으로 지선버스 2개와 간선버스 2개 노선으로 운행 개시
- 2022년 2월 10일 : 1128번 노선 회차 구간 변경 및 길음역 미 경유
- 2022년 12월 1일 : 서울시 심야 N16번 노선 증차로 인한 공동 배차 운행 참여 개시

## 운행 노선
2023년 3월 17일 기준이다.
| 운행노선     | 운행구간              | 운행구간 | 운행구간              | 배차간격 (분) | 인가 대수 | 비고                                                                |
| ------------ | --------------------- | -------- | --------------------- | ------------- | --------- | ------------------------------------------------------------------- |
| 141번        | 도봉산                | ↔        | 염곡동                | 5~11          | 37        | 2004년 7월 1일 신설                                                 |
| 142번        | 도봉산                | ↔        | 방배동                | 5~11          | 38        | 2004년 7월 1일 신설. 구 1번 노선 대부분 계승.                       |
| 1127번       | 도봉산                | ↔        | 수유역                | 10~14         | 9         | 2004년 7월 1일 신설                                                 |
| 1128번       | 도봉산                | ↔        | 종암동                | 8~14          | 14        | 2004년 7월 1일 신설                                                 |
| N16번        | 도봉산역              | ↔        | 온수동                | 20~30         | 3         | 서울교통네트웍, 양천운수와 공동배차로 운행한다.                     |
| 8101번       | 도봉보건소            | ↔        | 시청역                | 5~10          | 1         | 맞춤버스. 선일교통, 한성여객, 진아교통, 삼양교통과 공동배차를 한다. |
| 서울10출근번 | 가능동 현대힐스테이트 | →        | 도봉산역              | 1일4회        | 2         | 동아운수와 공동배차로 운행한다.                                     |
| 서울10퇴근번 | 도봉산역              | →        | 가능동 현대힐스테이트 | 1일 2회       | 1         | 2024년 6월 10일 신설 동아운수와 공동배차로 운행한다.                |

## 이전 보유 노선
- ● 8112번 : 장위 뉴타운 ↔ 성신여대입구역 (2023년 1월 27일 폐선)

## 보유 차량
KGM커머셜
- 에디슨모터스 화이버드
- KGM 스마트 110

현대자동차
- 현대 저상 뉴 슈퍼 에어로시티
- 현대 일렉시티

하이거 버스
- 하이거 하이퍼스 EV

## 사진

서울시내버스 141번 (대차 전)
서울시내버스 142번 (대차 전)